# Sundasciurus hoogstraali
Sundasciurus hoogstraali es una especie de roedor de la familia Sciuridae.

## Distribución geográfica
Es  endémica de las islas de Calamianes (Filipinas).